# Махалов, Сергей Фёдорович
Сергей Фёдорович Махалов (1925—1978) — сержант Рабоче-крестьянской Красной Армии, участник Великой Отечественной войны, Герой Советского Союза (1945).

## Биография
Сергей Махалов родился 3 сентября 1925 года в селе Карпуниха (ныне — Уренский район Нижегородской области). После окончания семи классов школы учился в Ветлужском педучилище. В январе 1943 года Махалов был призван на службу в Рабоче-крестьянскую Красную Армию. С августа того же года — на фронтах Великой Отечественной войны.
К марту 1945 года сержант Сергей Махалов был наводчиком орудия 518-го стрелкового полка 129-й стрелковой дивизии 3-й армии 3-го Белорусского фронта. Отличился во время боёв в Восточной Пруссии. 24 марта 1945 года расчёт Махалова участвовал в отражении немецкой контратаки в районе города Хейлигенбайль (ныне — Мамоново Калининградской области), подбив вражеское штурмовое орудие. Всего же к моменту своего представления к званию Героя Советского Союза Махалов уничтожил 13 танков, 1 самоходную артиллерийскую установку, 12 огневых точек, 1 батарею миномётов, около 300 солдат и офицеров противника.
Указом Президиума Верховного Совета СССР от 29 июня 1945 года за «образцовое выполнение боевых заданий командования на фронте борьбы с немецкими захватчиками и проявленные при этом отвагу и геройство» сержант Сергей Махалов был удостоен высокого звания Героя Советского Союза с вручением ордена Ленина и медали «Золотая Звезда» за номером 7955.
После окончания войны Махалов был уволен в запас. Вернулся на родину. Окончил педучилище, Центральную комсомольскую школу при ЦК ВЛКСМ, Высшую партийную школу при ЦК КПСС. Находился на комсомольских и партийных должностях. Проживал в городе Бор Горьковской области. Умер 1 января 1978 года, похоронен в посёлке Малое Пикино Борского района Нижегородской области.
Был также награждён орденом Октябрьской Революции, двумя орденами Трудового Красного Знамени, орденом Красной Звезды и рядом медалей.
В честь Махалова названы улица в городе Бор и улица в его родном селе.